# Peter Jensen (Landwirt)

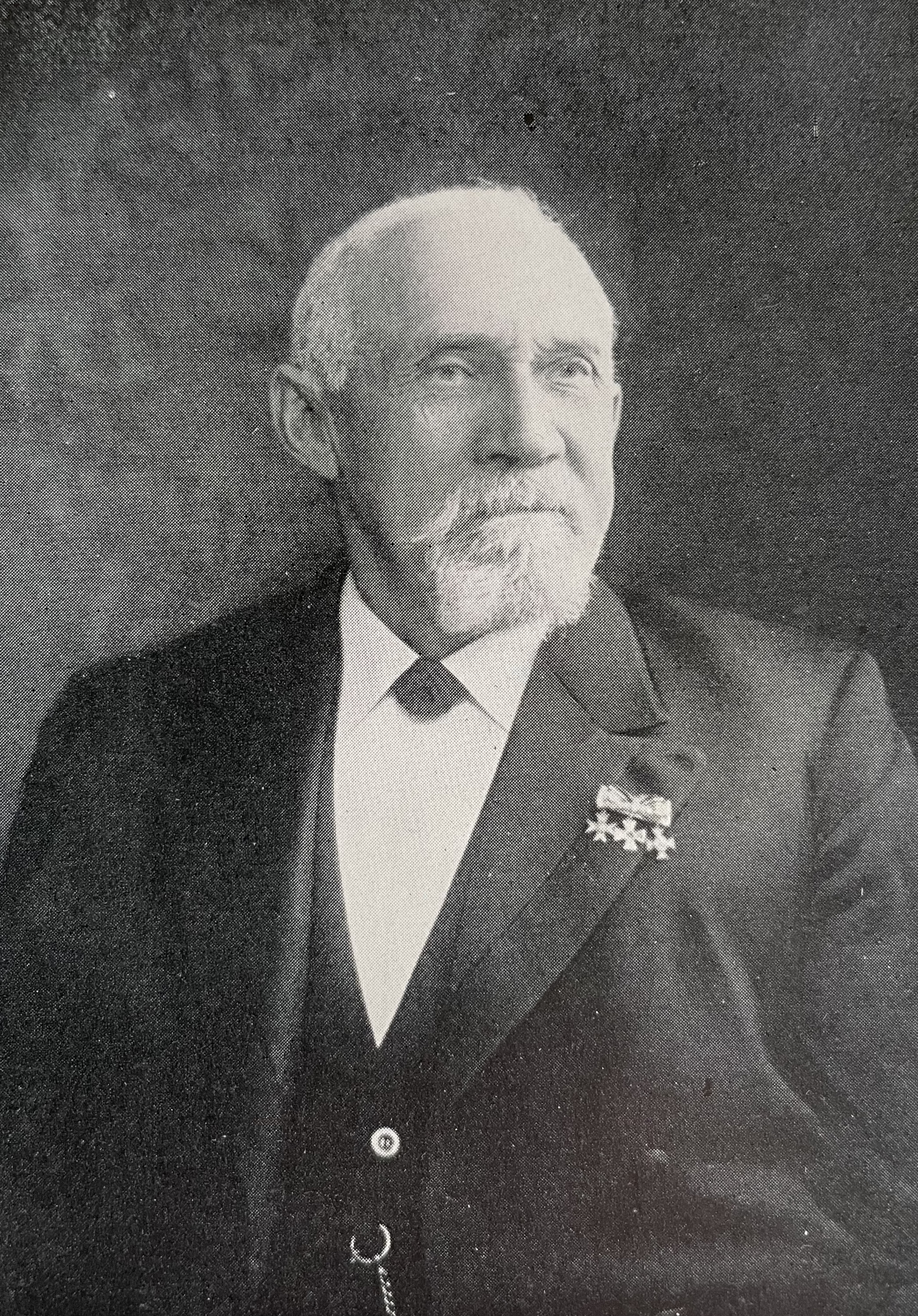
Peter Jensen, um 1925

Peter Jensen (* 2. Dezember 1856 in Maasbüll; † 13. Februar 1941 in Ausacker) war ein deutscher Hufner und Landesökonomierat. 

## Leben und Wirken
Peter Jensen war der Sohn eines gleichnamigen Politikers und dessen Ehefrau Sophie Hansen (* 28. August 1822 in Treia; † 13. Dezember 1920 in Ausacker). Er hatte vier Schwestern. Er besuchte eine Schule in Ausacker. Aufgrund einer schweren Erkrankungen war er von 1868 bis 1872 bettlägerig und konnte nicht zur Schule gehen. Anschließend bekam er Privatunterricht in Flensburg. Begleitend hierzu lernte er auf dem väterlichen Hof praktische Landwirtschaft.
Ab 1876 studierte Jensen Agrikulturchemie an der Universität Kiel. Zusammen mit Georg Boysen, August Bruhn, Heinrich Breyholz sowie Franz Schacht gründete er die akademische landwirtschaftliche Verbindung „Agronomia“. Diese trägt heute als Weinheimer Corps den Namen „Alemannia zu Kiel“. 1877 wechselte er an die Universität Zürich. 
Wenig später beschäftigte sich Jensen erstmals mit notwendigen betriebswirtschaftlichen Änderungen der Landwirte. 1881 schrieb er einen wegweisenden Beitrag über die Rinderzucht. Dabei sprach er sich dafür aus, zukünftig leichtere und edlere Kühe zu züchten, die mehr Milch gaben. 
Bei Gründung der „Genossenschafts-Dampf-Zentrifugen-Meierei“ in Ausacker übernahm Jensen 1885 deren Vorsitz. Im „Angler Landwirtschaftlichen Verein“, den der Vater ins Leben gerufen hatte, engagierte er sich für eine geregelte Finanzversorgung und das Versicherungswesen der Landwirte. 1888 übernahm er den Hof seines Vaters.
Am 26. März 1889 heiratete Jensen in Neumünster Margarethe Meßtorff (* 29. Dezember 1867 in Neumünster; † 30. März 1930), deren Vater Eduard Meßtorff ein Landwirt und Stadtrat war. Das Ehepaar bekam drei Töchter und drei Söhne, darunter den CDU-Politiker Peter Jensen.
Kurz nach der Schaffung der Landwirtschaftskammer Schleswig-Holstein betätigte sich Jensen dort als Deputierter und stellvertretender Vorsitzender. Dabei setzte er sich dafür ein, eine Stelle zur Beratung bei Buchführungs- und Steuerfragen zu schaffen. Außerdem behandelte er Probleme der Handels- und Wirtschaftspolitik.
1908 erhielt Jensen vom preußischen König das Patent des Ökonomierates. Als Mitglied des königlich preußischen Landesökonomiekollegiums wurde er 1917 zum Landesökonomierat ernannt. Er zog in den Vorstand der preußischen Hauptlandwirtschaftskammer und in den Deutschen Landwirtschaftsrat ein.
Jensen, der sowohl dem Amt der Gemeinde vorstand, führte begleitend hierzu einen ungefähr 80 Hektor umfassenden Hof mit angegliederter Ringofenziegelei. Während der Volksabstimmung in Schleswig übernahm er das Amt des stellvertretenden Landrates. Nach der Festlegung neuer Grenzen bemühte er sich um die Förderung der deutschen Kultur. So gründete er die Grenzvolkshochschule Berghof/Harrislee und das Kultur- und Sportzentrum in Scheersberg mit.